# Physoconops nigromarginatus
Physoconops nigromarginatus är en tvåvingeart som först beskrevs av Krober 1915.  Physoconops nigromarginatus ingår i släktet Physoconops och familjen stekelflugor. Inga underarter finns listade i Catalogue of Life.